# Neuquén (folyó)
A Neuquén Argentína folyóinak egyike. Neve a mapucse nyelvből származik, jelentése heves, féktelen. Róla kapta a nevét Neuquén tartomány is.

## Leírás
A Neuquén folyó Argentína középső részétől délre, Patagónia északi részén folyik. Az Andok keleti lejtőin ered, majd fő folyásirányát tekintve délkeleti irányba haladva éri el Neuquén tartomány fővárosát, Neuquént, ahol a Limay folyóval egyesül, a kettő együtt pedig Río Negro néven folyik tovább az Atlanti-óceán felé.
Átlagos vízhozama 280 m³/s, évente két csúccsal. Az egyik csúcs a téli időszakban, május és augusztus között van, amikor a folyó medencéjében az évi csapadék 80–90%-a hull: ekkor a vízhozam több ezer m³/s is lehet. Azonban ennek a csapadéknak egy része (főként a vízgyűjtő nyugati peremén, az Andokban) hó formájában esik, ennek olvadása pedig késő tavasszal, november és december környékén okoz egy másik, a télinél kisebb mértékű vízhozamemelkedést. A legalacsonyabb vízszint ősz elején, március és április táján fordul elő.
A szeszélyes vízjárás szabályozására a 20. század elején történtek meg az első lépések az Ingeniero Ballester nevű gát felépítésével, amely lehetővé tette, hogy a víz egy részét csatornákon keresztül öntözőrendszerekbe vezessék, illetve azt, hogy a felesleges vízből egy zárt medencébe, a Vidal-medencébe is juttassanak, létrehozva így a Pellegrini-tavat. Az 1960-astól az 1990-es évekig mind a Neuquén, mind a Limay folyón több vízerőmű is épült.
A folyóban élő legfontosabb halfajok a ponty, a Diplomystes viedmensis, a Trichomycterus areolatus és a Hatcheria macraei nevű harcsaalakú, a Galaxias maculatus, a Galaxias platei, az Aplochiton taeniatus és az Aplochiton zebra nevű bűzöslazac-alakú, a szivárványos pisztráng, a lazac, a sebes pisztráng, a pataki pisztráng, az Odontesthes bonariensis és az Odontesthes microlepidotus nevű kalászhalalakú, a Jenynsia lineata fogaspontyalakú, valamint a Percichthys altispinnis, a Percichthys trucha és a Percichthys colhuapiensis nevű sügéralakú 

## Képek

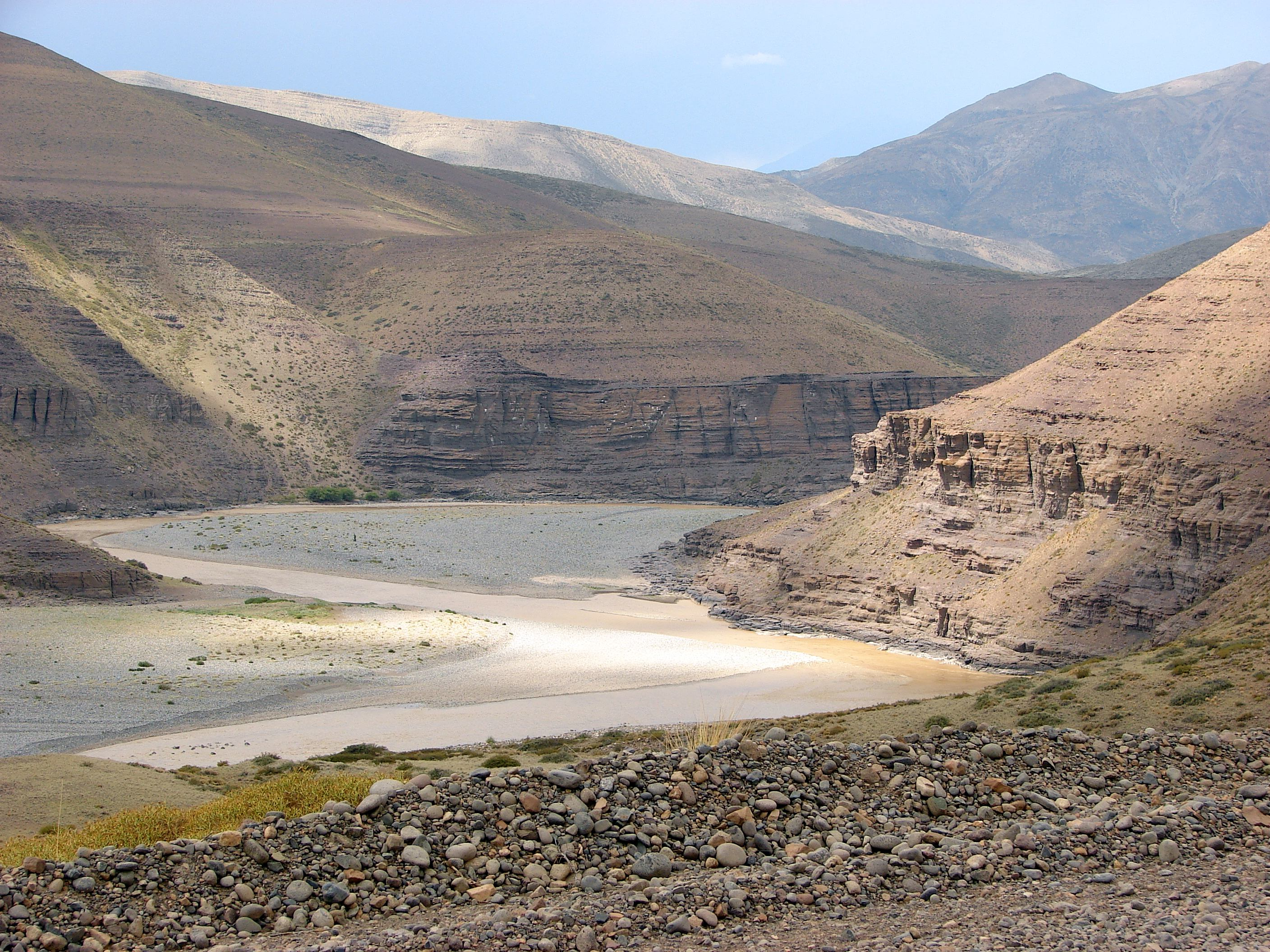
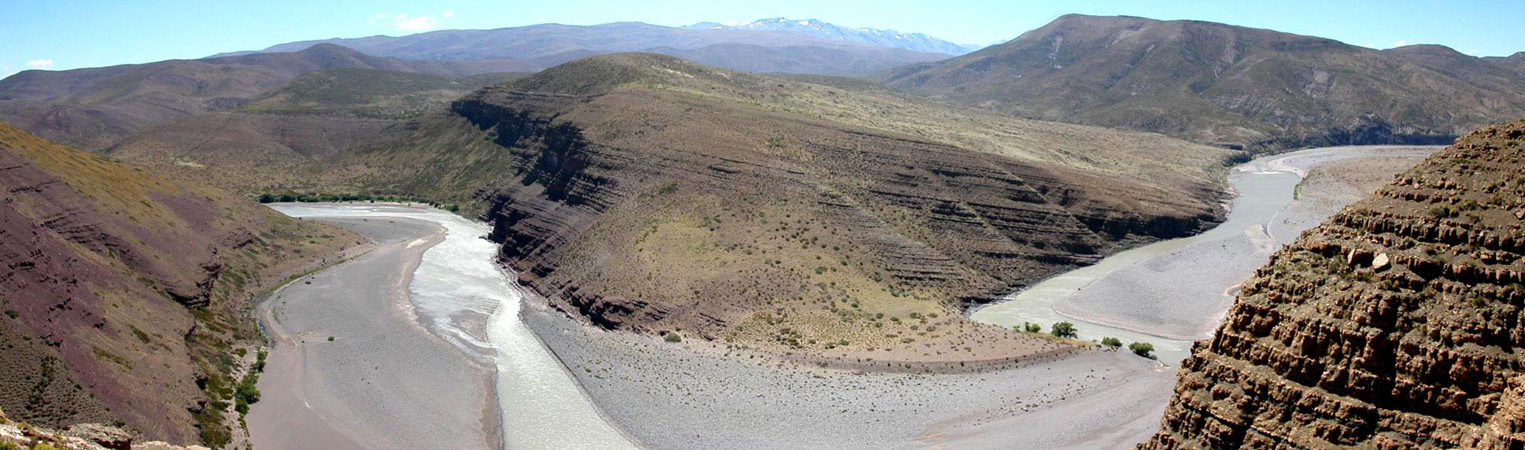
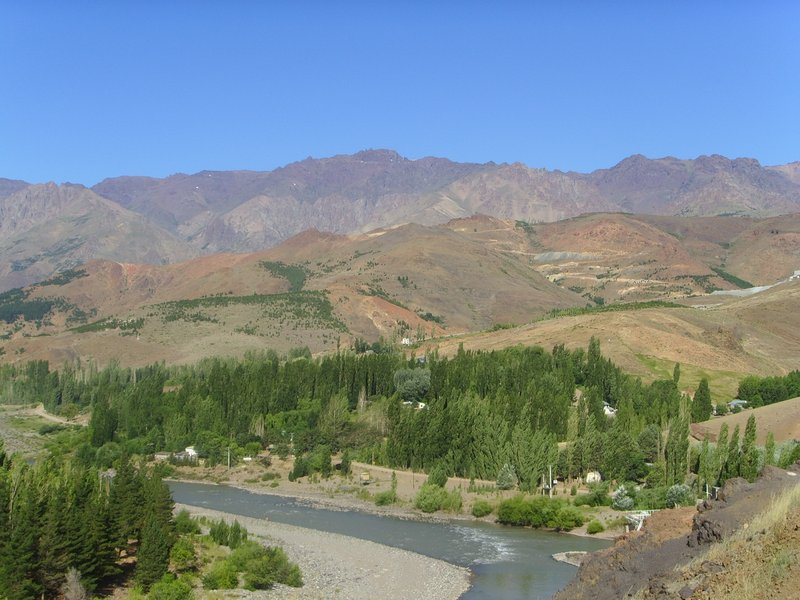